# Гийом из Пуатье
Гийом из Пуатье, или Вильгельм де Пуатье (фр. Guillaume de Poitiers, лат. Guillelmus Pictaviensis, около 1020 или 1027 — между 1087 и 1090) — нормандский хронист, капеллан Вильгельма Завоевателя, архидиакон Лизьё, автор «Деяний Вильгельма, герцога норманнов и короля англов» (лат. Gesta Willelmi ducis Normannorum et regis Anglorum). 
Его следует отличать от Гийома IX (1071—1126), графа Пуатье и герцога Аквитании,  известного трубадура и прадеда Ричарда Львиное Сердце, которого тоже иногда называют «Гийомом из Пуатье» (окс. Guilhem de Peitieus).

## Биография
Известно о нём немного, большую часть информации можно почерпнуть в «Церковной истории» Ордерика Виталия (1125—1141). Последний сообщает, что родился Гийом около 1120 года, или несколько позже в знатной нормандской семье в Прео близ Понт-Одеме (совр. франц. департамент Эр) и до принятия духовного сана получил традиционное рыцарское воспитание, приняв участие в нескольких сражениях. Приобретённый в них боевой опыт позволил ему намного подробнее освещать различные аспекты военного дела, чем это делали обычные церковные писатели.
Между 1045 и 1050 годами он изучал богословие и другие науки в известной школе при церкви Св. Илария Пиктавийского в Пуатье, откуда вернулся в Нормандию, по словам Ордерика, «более образованным, чем все его друзья и соседи». В 1049 году рукоположен был в священники, оставив военную службу. Непререкаемый авторитет в вопросах теологии, а также начитанность в греческих и латинских текстах привели к тому, что епископ Лизьё Гуго д’Э (1049—1077) назначил его своим архидиаконом. Вероятно, по рекомендации епископа он стал капелланом герцога Вильгельма I. Однако ни в одной из сохранившихся церковных, герцогских и королевских хартий он не упоминается, что заставляет некоторых исследователей брать под сомнение рассказ Ордерика.
Приняв активное участие в завоевании Вильгельмом Англии, он вознамерился описать эти бурные события в латинской хронике, начав работу над ней, вероятно, с соизволения своего сюзерена. Но «неблагоприятные обстоятельства», как утверждает тот же Ордерик, не позволили ему завершить должным образом свой труд. Природа этих обстоятельств остаётся неясной, и можно лишь предположить, что он поддержал сына Вильгельма Роберта Куртгёза (1054—1134), поднявшего в 1077 году в Нормандии мятеж против отца.
Тем не менее, при преемнике Гуго епископе Жильбере Мамино (1077—1101), покровительствовавшем учёным клирикам и основавшем своего рода академию, в которой обсуждались астрономические и математические вопросы, он, вероятно, сохранил свою должность архидиакона Лизьё. В 1075 году он, возможно, присутствовал на совещании в Фекане, а в 1080 году — на соборе в Лильбонне. Туманные утверждения Ордерика Виталия позволяют предполагать, что на склоне лет он мог удалиться в один из нормандских монастырей, где занялся литературными трудами.
Известно, что одна из его сестёр Эмма была первой настоятельницей женского бенедиктинского аббатства Сен-Леже де Прео, основанного около 1050 года поблизости от возникшего несколько ранее мужского аббатства Сен-Пьер де Прео. Можно предположить, что именно в последнем между 1087 и 1090 годами он и окончил свои дни.

## Сочинения
К своим «Деяниям Вильгельма, герцога норманнов и короля англов» (лат. Gesta Willelmi ducis Normannorum et regis Anglorum), называемым также «Деяниями Вильгельма II, герцога норманнов» (лат. Gesta Guillelmi II ducis Normannorum), Гийом приступил между 1073-м или 1074 годами, выбрав в качестве литературного образца труды древнеримского историка Саллюстия, и завершил свою работу над ними не позже 1077 года. Однако Ордерик Виталий писал, что начальная редакция хроники была составлена им ещё в 1071 году, после чего он решил её продолжить.
В сохранившемся виде «Деяния» охватывают события лишь с 1047 по 1068 год, причём изложение начинается и заканчивается прямо на середине предложения. В «Церковной истории» Ордерика можно найти выдержки из несохранившихся заключительных глав, а в сочинениях позднейших хронистов — отрывки, посвящённые событиям в Англии после смерти в 1035 году Кнуда Великого. 
Основными источниками Гийому послужили собственные воспоминания о пребывании при дворе и в военной ставке Вильгельма Завоевателя, включая, возможно, и личное общение с герцогом, на что указывает использовавший его труд в своём сочинении Ордерик Виталий. Помимо этого, он несомненно пользовался «Историей норманнов» (лат. Historia Normannorum) Дудо Сен-Кантенского и несохранившимися анналами Лизьё. Возможное знакомство его с «Деяниями нормандских герцогов» Гийома Жюмьежского (1026—1090), составленными вскоре после 1072 года, является предметом дискуссии, поставить точку в которой, ввиду неполной сохранности его собственной хроники, не представляется возможным.
«Деяния Вильгельма» не слишком надёжны в том, что касается английских дел, но дают немало ценных подробностей из жизни самого предводителя нормандцев, включая подробное описание подготовки его к вторжению в Англию. Несмотря на выраженный апологетический характер, они являются самой ранней расширенной биографией герцога-завоевателя и ценным источником сведений о битве при Гастингсе 1066 года, основанных на устных свидетельствах из первых рук. Рассказывая об этом историческом сражении, Гийом даёт подробное описание состава как нормандской, так и англосаксонской армий, а также использованного войском Вильгельма манёвра притворного отступления. Некоторые сообщения Гийома, в частности, о военной помощи, посланной королю Гарольду накануне битвы от его датских родичей и союзников, являются уникальными.
Хотя Гийом, несомненно, считал себя настоящим историком, отмечая, что долг хрониста — оставаться «в пределах истины», сам он это правило почти не соблюдал. Британский медиевист-источниковед из Ноттингемского университета Антония Грансден в своей книге «Историописание в Англии c 550 по 1307 год» справедливо утверждает, что по сути своей он являлся не столько летописцем, сколько панегиристом, называя его труд «предвзятым, ненадежным описанием событий и нереалистичным портретом двух главных исторических героев». 
По своей природе «Деяния Вильгельма» действительно являются не столько историческим трудом, сколько панегириком нормандскому герцогу-завоевателю. Подчёркивая замечательные качества Вильгельма, отмечая, что сызмальства он «отличался умом, усидчивостью и силой», Гийом утверждает, что в возрасте 15 лет он уже являлся взрослым «более по разумению блага и по телесной силе, чем по возрасту», в силу чего «все, кто желал мира и правосудия» в Нормандии, были довольны началом его правления. Описывая посвящение в рыцарство своего сюзерена, хронист заявляет, что оно буквально «привело в трепет всю Францию». «Когда он держал поводья, препоясанный мечом, блистая щитом, наводя страх шлемом и копьем, — уверяет не чуждый ратных трудов Гийом, — это было зрелище сколь приятное взору, столь и грозное». Оправдав ожидания народа, юный герцог, по словам его, немедленно начал борьбу с опасной «вольностью», воцарившейся после преждевременной смерти своего отца, изгнав дурных советников, установив справедливый суд и защитив церковь, в дальнейшем успешно отражая всех внешних врагов и пресекая убийства и грабежи. Рассказывая, в числе прочего, что однажды Вильгельм с отрядом в 50 рыцарей разгромил тысячное войско, он сравнивает самого его с античными героями, а его вторжение в Англию — с походом на неё Юлия Цезаря.
Как истинный царедворец, Гийом намеренно искажает или просто замалчивает многие факты биографии своего сюзерена, поэтому сведения его нуждаются в верификации другими источниками. Вместе с тем, исследователь творчества нормандского хрониста Р. Аллен Браун по этому поводу пишет: «В панегирике содержится множество фактов и подробностей, скрупулезно отобранных из других источников, не только Гийома Жюмьежского, но большинство из них основано на личных впечатлениях и контактах, аккуратно подобранных и выстроенных неординарным человеком, обладавшим  одновременно опытом клирика и рыцаря, в течение многих лет близкого ко двору. Можно добавить, что Гийом из Пуатье, должно быть, знал своего героя с юных лет, и подчеркнуть, что, как бывший рыцарь и бывший капеллан герцога, он способен приблизить нас к самому сердцу Нормандии середины одиннадцатого века сильнее, чем любой другой автор того времени или позднейший». 
Подробно описывая военные деяния Вильгельма, Гийом из Пуатье приводит и ряд важных сведений об англосаксонском обществе до завоевания. Например, он сообщает, что незадолго до прихода нормандцев отряд данов вернулся из Англии с «большой добычей», а её король Гарольд Годвинсон обладал «неслыханными сокровищами, которым можно было искушать герцогов», чем объяснялись многочисленные нападения на страну викингов в X — начале XI века. Вместе с тем, он называет последнего англосаксонского короля «сумасбродным англичанином» и «клятвопреступником», противопоставляя его легитимному предшественнику Эдуарду Исповеднику, которого считает не просто «достойным славы», но и «самым лучшим из всех людей». 
Постоянно противопоставляя нормандцев другим народам как «непобедимых людей», он не забывает отметить любовь англов и саксов к родной стране, приводя в пример своим землякам их чувство национальной идентичности. Описывая обстановку в самой Нормандии, Гийом отмечает нестабильность её в сравнении с королевством Гарольда. В раздиравших герцогство междоусобных войнах он справедливо выделяет противоречивую роль укреплённых замков знати, которые, с одной стороны, были опорными пунктами для герцогского войска, а с другой, становились сосредоточением сил мятежников.
Помимо наличия собственного боевого опыта, необходимого для описания батальных сцен и военной тактики, сочинение Гийома из Пуатье выгодно отличается от «Деяний герцогов Нормандии» его современника Гийома Жюмьежского красочностью образов и живостью языка, уступая в этом лишь «Песне о битве при Гастингсе» (лат. Carmen de Hastingae Proelio) Ги Амьенского. Написанные возвышенным стилем и содержа массу реминисценций из античных классиков, включая, помимо вышеназванного Саллюстия, Цицерона и Цезаря, «Деяния Вильгельма» представляют собой яркий пример средневековой «риторической» истории, последовательно выражая антианглийскую версию событий и став важной вехой в формировании официальной истории нормандского завоевания Англии.
Хотя по ту сторону Ла-Манша «Деяния Вильгельма» не пользовались такой популярностью, как хроника Гийома из Жюмьежа, их активно использовал в своих «Деяниях нормандских герцогов» (1109) и «Церковной истории» (1125—1141) вышеназванный Ордерик, а также Уильям Мальмсберийский в «Истории английских королей» и Генрих Хантингдонский в «Истории англов».
По утверждению Ордерика Виталия, Гийом занимался также сочинением стихов, которые до нас не дошли, и даже имел собственных поэтов-учеников.

## Рукописи и издания
Подлинных рукописей «Деяний Вильгельма» Гийома из Пуатье не сохранилось. В 1619 году королевский историограф Андре Дюшен напечатал их текст в Париже по манускрипту, который прислал ему английский библиофил и антикварий Роберт Коттон. Рукопись эта уже не имела ни начала, ни конца, и так и не вернулась в Англию, вероятно, из-за опалы и ареста её владельца. В годы Великой Французской революции она оказалась в одной из провинциальных библиотек, где позже бесследно исчезла. 
Французский перевод, выполненный историком-медиевистом Франсуа Гизо, выпущен был в 1826 году в Кане и в Париже, а в 2004 и 2010 годах переиздавался репринтным способом в Клермон-Ферране. Оригинальное латинское издание подготовлено было в 1845 году в Лондоне для «Общества Кэкстона» под редакцией британского историка Джона Аллена Джайлза, и в 1853 году переиздано без изменений в Париже учёным аббатом Жаком Полем Минем в 149 томе серии «Patrologia Latina».
В 1952 году в Париже увидела свет новая публикация хроники в переводе и латинском оригинале, отредактированная французским историком Раймоном Форевиллем для серии «Классики истории Французского Средневековья». Комментированный английский перевод «Деяний Вильгельма» подготовлен был к изданию в 1998 году профессором истории колледжа Клэр Холл Кембриджского университета Марджори Чибналл, совместно с эмеритом Мертон-колледжа Оксфордского университета Ральфом Генри Дэвисом.

## Публикации
- Histoire des Ducs de Normandie par Guillaume de Jumièges, et suivie De La Vie de Guillaume le Conquérant, par Guillaume de Poitiers, publèe par M. Guizot. — Caen: Chez Mancel, 1826. — viii, 464 p.
- Gesta Willelmi ducis Normannorum et regis Anglorum, a Willelmo Pictaviensi Lexouiorum archidiacono contemporaneo scripta. Edited by John Allen Giles // Scriptores Rerum Gestarum Willelmi Conquestoris. — London: Veneunt Apud D. Nutt, 1845.  — pp. 77–159. — (Caxton Society).
- Willelmi Conquestoris Gesta a Willelmo Pictaviensi Lexouiorum archidiacono contemporaneo scripta, accurante J.-P. Migne // Patrologiae cursus completus, sive Biblioteca universalis. Series Latina. — Tomus 149. — Paris, 1853. — Coll. 1217–1270.
- Guillaume de Poitiers. Histoire de Guillaume le Conquérant, éditée et traduite par Raymonde Foreville. — Paris: Les Belles Lettres, 1952. — lxvi, 301 p. — (Les classiques de l'histoire de France au Moyen Âge, 23).
- The Gesta Guillelmi of William of Poitiers. Edited and translated by R. H. C. Davis and Marjorie Chibnall. — Oxford: Clarendon Press, 1998. — xlvii, 199 p. — (Oxford Medieval Texts). — ISBN 0-19-820553-8.
- Guillaume de Poitiers. Vie de Guillaume le Conquérant. Traduction du latin par François Guizot; édition revue par Nathalie Desgrugillers. — Clermont-Ferrand: Paléo, 2004. — 165 p. — (Sources de l'histoire de France). — Réimpr.: Clermont-Ferrand, Paléo (Histoire-accès direct), 2010.